# Alexandre Gradski
 (octobre 2010).
Si vous disposez d'ouvrages ou d'articles de référence ou si vous connaissez des sites web de qualité traitant du thème abordé ici, merci de compléter l'article en donnant les références utiles à sa vérifiabilité et en les liant à la section « Notes et références ».
Alexandre Borissovitch Gradski (en russe : Александр Борисович Градский), né le 3 novembre 1949 à Kopeïsk et mort le 28 novembre 2021 à Moscou, est un chanteur de rock et d'opéra, multi-instrumentiste, auteur-compositeur et poète russe. Il est aussi connu pour avoir une voix de haute-contre d'une étendue de trois octaves et demie.

## Biographie
Son père était ingénieur en mécanique, sa mère actrice. La famille s'installa à Moscou en 1957. Sa mère eut une grande influence sur la formation artistique d'Alexander, bien qu'elle disparut prématurément, en 1963, alors qu'il n'était âgé que de 14 ans. De 1958 à 1965, il étudia le violon puis se familiarisa très tôt avec la musique occidentale. Il chantait Elvis Presley à l'âge de 12 ans en s'accompagnant à la guitare. Il continua ses études classiques tout en faisant partie de groupes rock à succès, son indépendance d'esprit et la diversité de ses goûts et de ses talents l'habitant déjà. De 1969 à 1974, il étudia à l'académie de musique Gnessine, école de l'excellence, tout en devenant une vedette du rock russe. Mais c'est sa composition de la bande originale du film A Lover's Romance (Романс о влюблённых) du grand réalisateur russe Andreï Kontchalovski, sorti en 1974, qui le rendit vraiment célèbre. Gradsky y chante aussi toutes les parties des voix masculines.
En 1974, le fameux magazine américain Billboard, l'a nommé « star de l'année » pour sa contribution à la musique du monde.
Il a été marié à l'actrice Anastasia Vertinskaïa.
Il représente un phénomène unique dans la musique rock soviétique, la variété de son répertoire est totalement inhabituelle : il passe brillamment de la chanson folklorique traditionnelle russe, à l'opéra, puis la pop anglaise (il a repris les Beatles), la chanson russe à textes, et reprend nombre de chansons emblématiques occidentales (ex. : If you go away) en amenant toujours une touche très personnelle à ses créations et interprétations. Il est réputé pour avoir donné une brillante interprétation d'un des rôles les plus difficiles du répertoire en incarnant le personnage de l'astronome dans l'opéra de Rimski-Korsakov, le Coq d'or.
En Russie, on le surnomme « le père du rock russe », puisqu'il a énormément contribué à la reconnaissance de cette musique par les « Philharmonies », organisations étatiques soviétiques, qui géraient tous les concerts en Union soviétique à cette époque.
Il fait partie des jurés de Golos (la version russe de The Voice) lors de quatre saisons (2012 à 2015) et de la saison 10, saison anniversaire, en 2021. Gradski meurt durant la diffusion de celle-ci. Un hommage lui a été rendu.
En effet, atteint de la Covid-19, Gradski meurt hospitalisé le 28 novembre 2021.

## Discographie

### Opéras rock
- 1985 : Stadium
- 2009 : Le Maître et Marguerite

### Bandes originales de films
- 1974 : A Lover's Romance d'Andreï Kontchalovski.